# Yeşilöz, Amasya
Yeşilöz là một xã thuộc thành phố Amasya, tỉnh Amasya, Thổ Nhĩ Kỳ. Dân số thời điểm năm 2010 là 288 người.